# Ángel Giménez
Ángel Giménez, né le 10 octobre 1955 à Barcelone, est un joueur de tennis espagnol.

## Palmarès

### Titres en simple messieurs
| No | Date       | Nom et lieu du tournoi              | Catégorie       | Dotation | Surface      | Finaliste         | Score         |  |
| -- | ---------- | ----------------------------------- | --------------- | -------- | ------------ | ----------------- | ------------- |  |
| 1  | 16-06-1980 | Tournoi de tennis de Vienne, Vienne |                 | 50 000 $ | Terre (ext.) | Tomáš Šmíd        | 1-6, 1-1, ab. |  |
| 2  | 08-09-1980 | British Hard Court, Bournemouth     | GP World Series | 50 000 $ | Terre (ext.) | Shlomo Glickstein | 3-6, 6-3, 6-3 |  |

### Finale en simple messieurs
| No | Date       | Nom et lieu du tournoi          | Catégorie       | Dotation  | Surface      | Vainqueur      | Score    |  |
| -- | ---------- | ------------------------------- | --------------- | --------- | ------------ | -------------- | -------- |  |
| 1  | 19-04-1982 | British Hard Court, Bournemouth | GP World Series | 100 000 $ | Terre (ext.) | Manuel Orantes | 6-2, 6-0 |  |

### Finales en double messieurs
| No | Date       | Nom et lieu du tournoi                           | Catégorie | Dotation  | Surface         | Vainqueurs                     | Partenaire       | Score         |  |
| -- | ---------- | ------------------------------------------------ | --------- | --------- | --------------- | ------------------------------ | ---------------- | ------------- |  |
| 1  | 17-11-1980 | South American Championships Buenos Aires        |           | 175 000 $ | Terre (ext.)    | Hans Gildemeister Andrés Gómez | Jairo Velasco    | 6-4, 7-5      |  |
| 2  | 19-01-1981 | Tournoi de tennis de Guaruja Guarujá             |           | 75 000 $  | Moquette (ext.) | David Carter Paul Kronk        | Jairo Velasco    | 6-1, 7-6      |  |
| 3  | 02-02-1981 | Tournoi de tennis de Mar del Plata Mar del Plata |           | 75 000 $  | Terre (ext.)    | David Carter Paul Kronk        | Jairo Velasco    | 6-7, 6-4, 6-0 |  |
| 4  | 25-01-1982 | Chilean Open Viña del Mar                        |           | 75 000 $  | Terre (ext.)    | Manuel Orantes Raúl Ramírez    | Guillermo Aubone | Forfait       |  |
| 5  | 01-02-1982 | La Serenísima Copa Argentina Buenos Aires        |           | 75 000 $  | Terre (ext.)    | Hans Kary Zoltán Kuhárszky     | Manuel Orantes   | 7-5, 6-2      |  |